# 龚健梅
龚健梅（？—），女，壮族，中华人民共和国政治人物。现任广南县城区第四小学校校长。第十四届全国政协委员。